# سوسکچه‌های برگ‌پیمای تراچلوفوروس
سوسکچه‌های برگ‌پیمای تراچلوفوروس(نام علمی: Trachelophorus) نام یک سرده از تیره سوسکچه‌های برگ‌پیما است.